# Naturschutzgebiet Kierspetal
Das Naturschutzgebiet Kierspetal ist ein 22,82 ha großes Naturschutzgebiet (NSG) in der Gemeinde Kierspe im Märkischen Kreis in Nordrhein-Westfalen. Das NSG wurde 2003 vom Kreistag des Märkischen Kreises mit dem Landschaftsplan Nr. 7 Kierspe ausgewiesen. Das NSG besteht aus fünf Teilflächen, die sich entlang der Kierspe reihen, von Romberg im Westen bis zum Haus Rhade im Nordosten, wo die Kierspe in die Volme mündet.

## Gebietsbeschreibung
Bei dem NSG handelt es sich um naturnahe Talbereiche der Kierspe, der Lammecke, der Hemecke und eines namenlosen Siepens. Das Bachtäler werden überwiegend von Wald- und Grünlandgesellschaften feuchter bis nasser Standorte eingenommen. Waldbereiche mit Bach-Erlen-Eschenwald, Silberweiden-Auenwald und Eschen-Auenwaldfragmenten befinden sich im NSG. Auch ein Teich mit Verlandungszone gehört zum NSG.

## Schutzzweck
Das Naturschutzgebiet wurde zur Erhaltung und Entwicklung von Talbereichen und als Lebensraum gefährdeter Tier- und Pflanzenarten ausgewiesen. Wie bei anderen Naturschutzgebieten in Deutschland wurde in der Schutzausweisung darauf hingewiesen, dass das Gebiet „wegen der landschaftlichen Schönheit und Einzigartigkeit“ zum Naturschutzgebiet wurde.

## Tier- und Pflanzenwelt
Das Naturschutzgebiet Kierspetal weist eine große Zahl von seltenen und besonders zu schützenden Tierarten auf. Unter ganz besonderen Schutz durch die FFH-Richtlinie der EU (Anhang IV) sowie der Vogelschutzrichtlinie (Anhang I) stehen hier: Graureiher, Groppe und Neuntöter. Bei Kartierungen wurde folgende laut Roter Liste NRW gefährdete Arten gefunden: Dukaten-Feuerfalter (RL 0), Kleines Wiesenvögelchen (RL 3), Baumweißling (RL R/0) und Komma-Dickkopffalter (RL 0). An Amphibien und Reptilien: Ringelnatter (RL 3), Waldeidechse, Fadenmolch und Grasfrosch. Bei den Pflanzenarten seien hervorgehoben: Geflecktes Knabenkraut (RL S), Teufelsabbiss (RL 3), Sumpf-Dotterblume, Kuckucks-Lichtnelke und Wiesen-Knöterich.

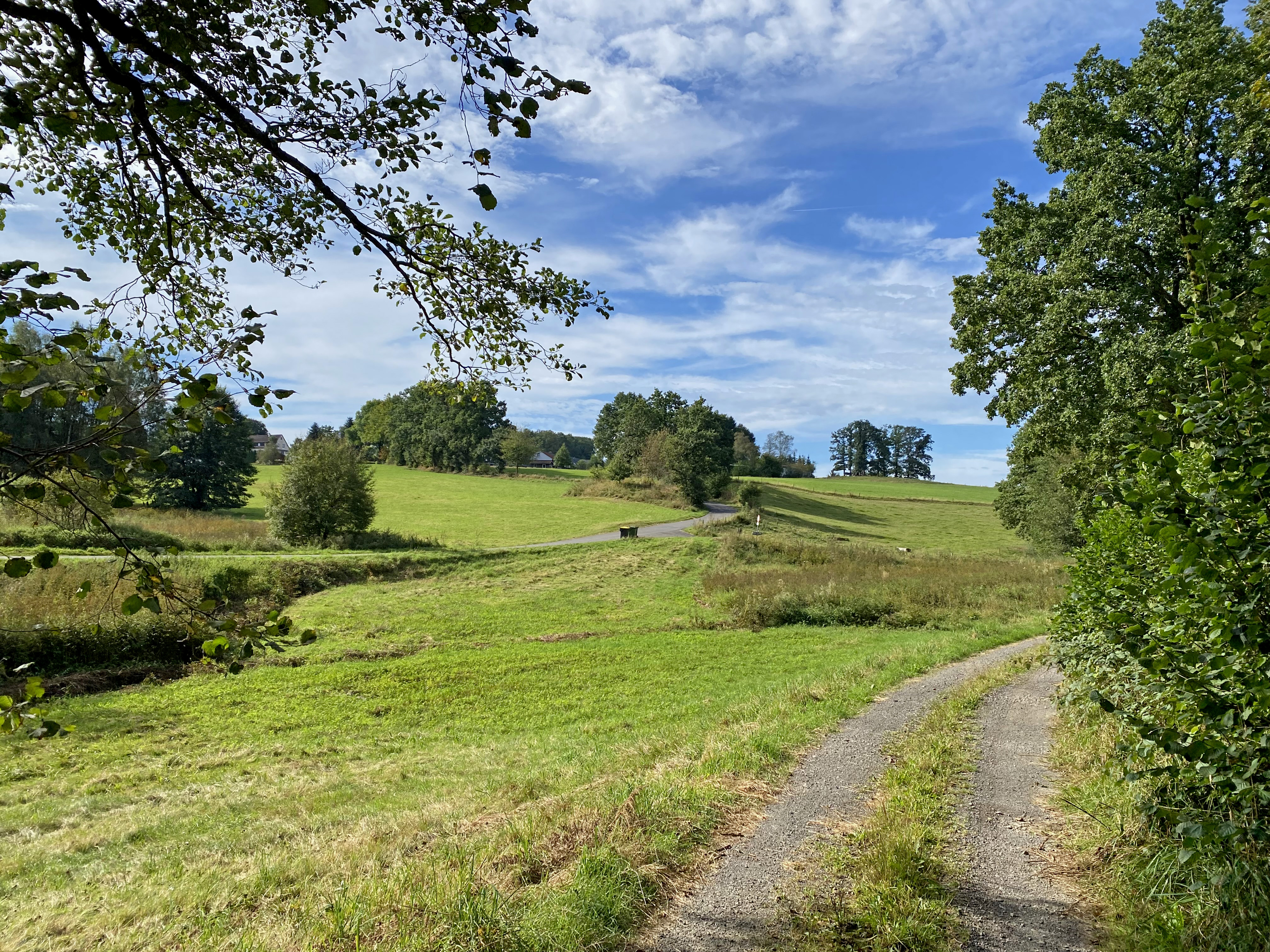
Kierspebachtal zw. Romberg und Lohfeld
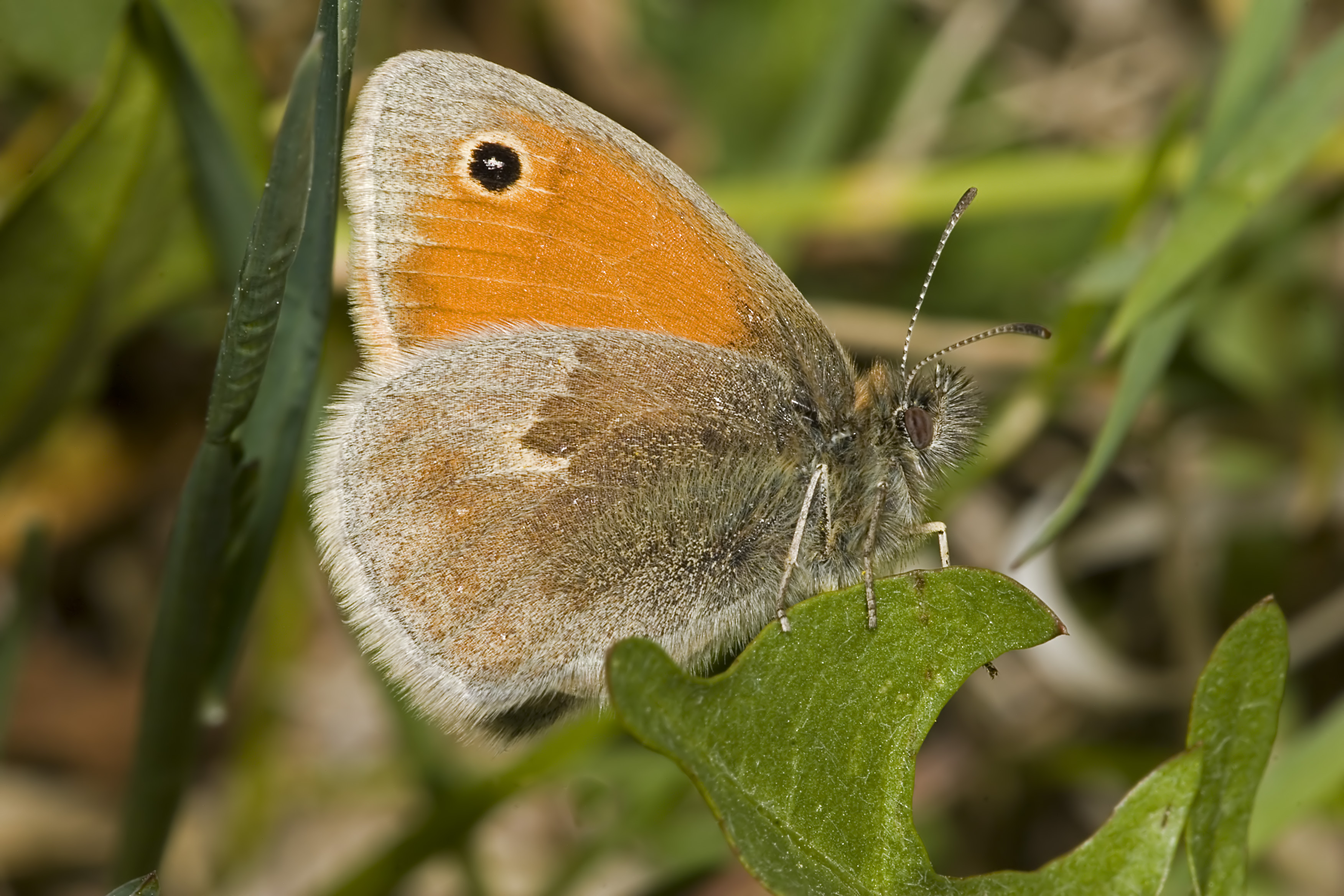
Kleines Wiesenvögelchen
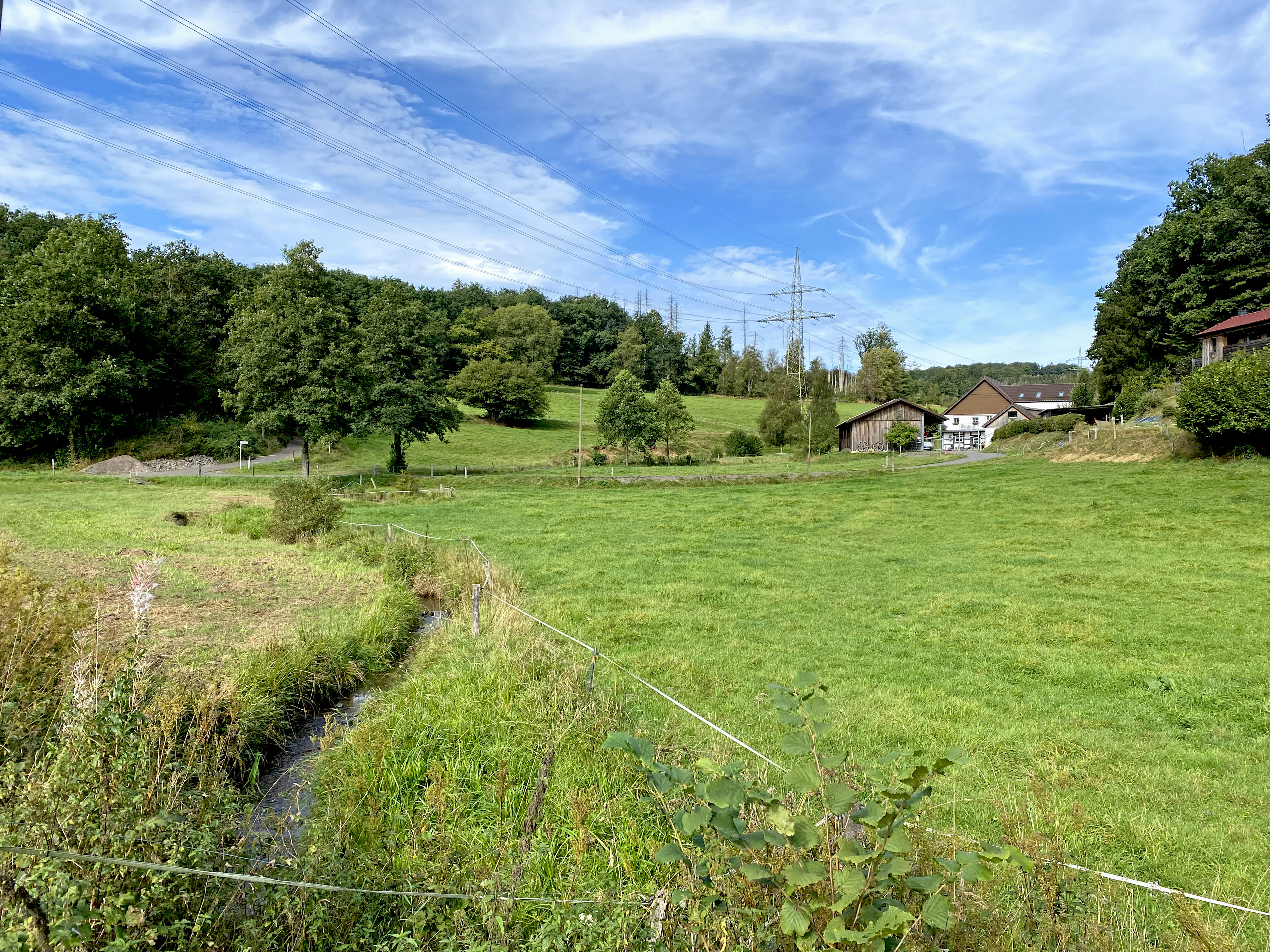
NSG an der Mündung der Lammecke
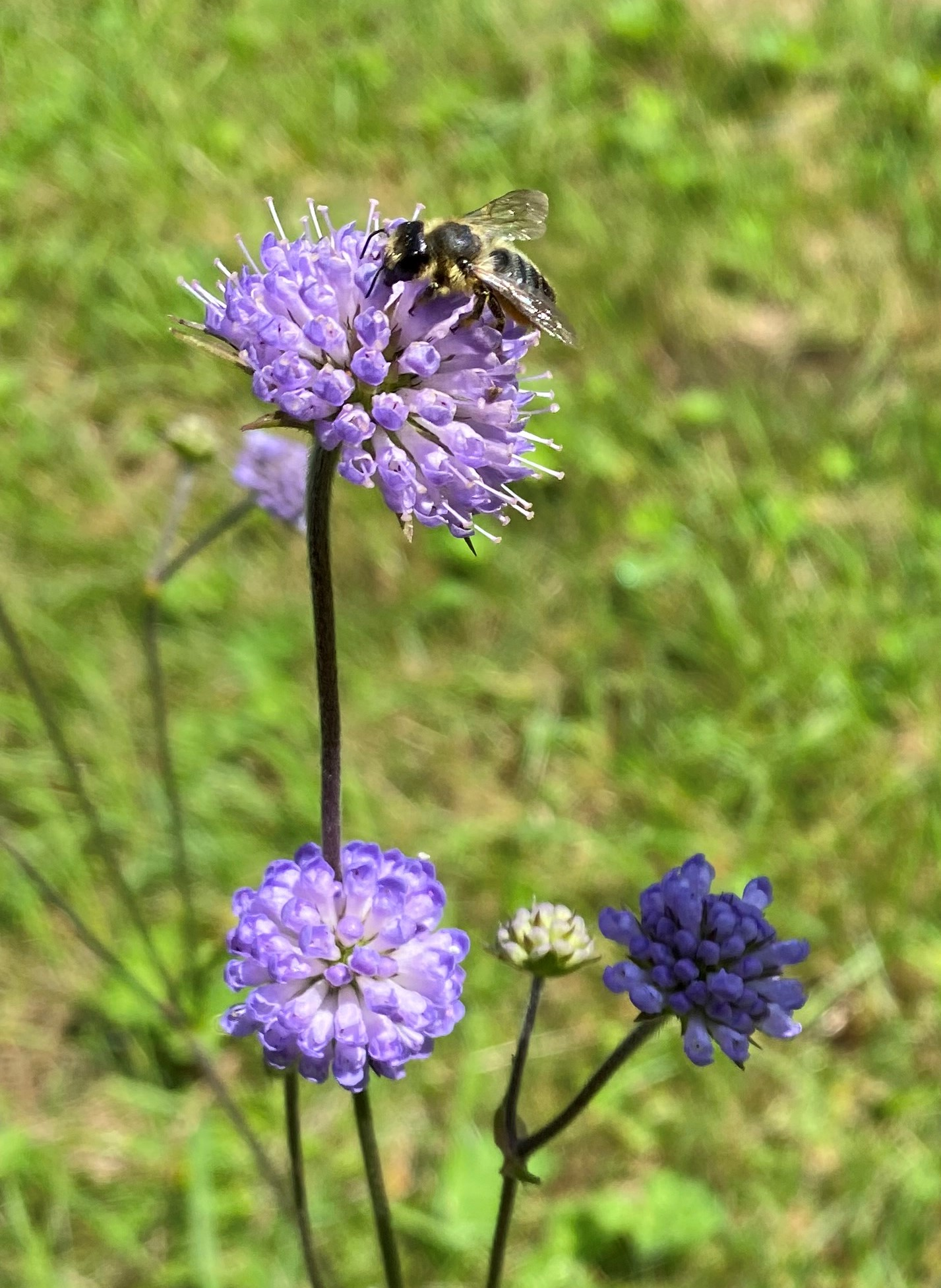
Teufelsabbiss
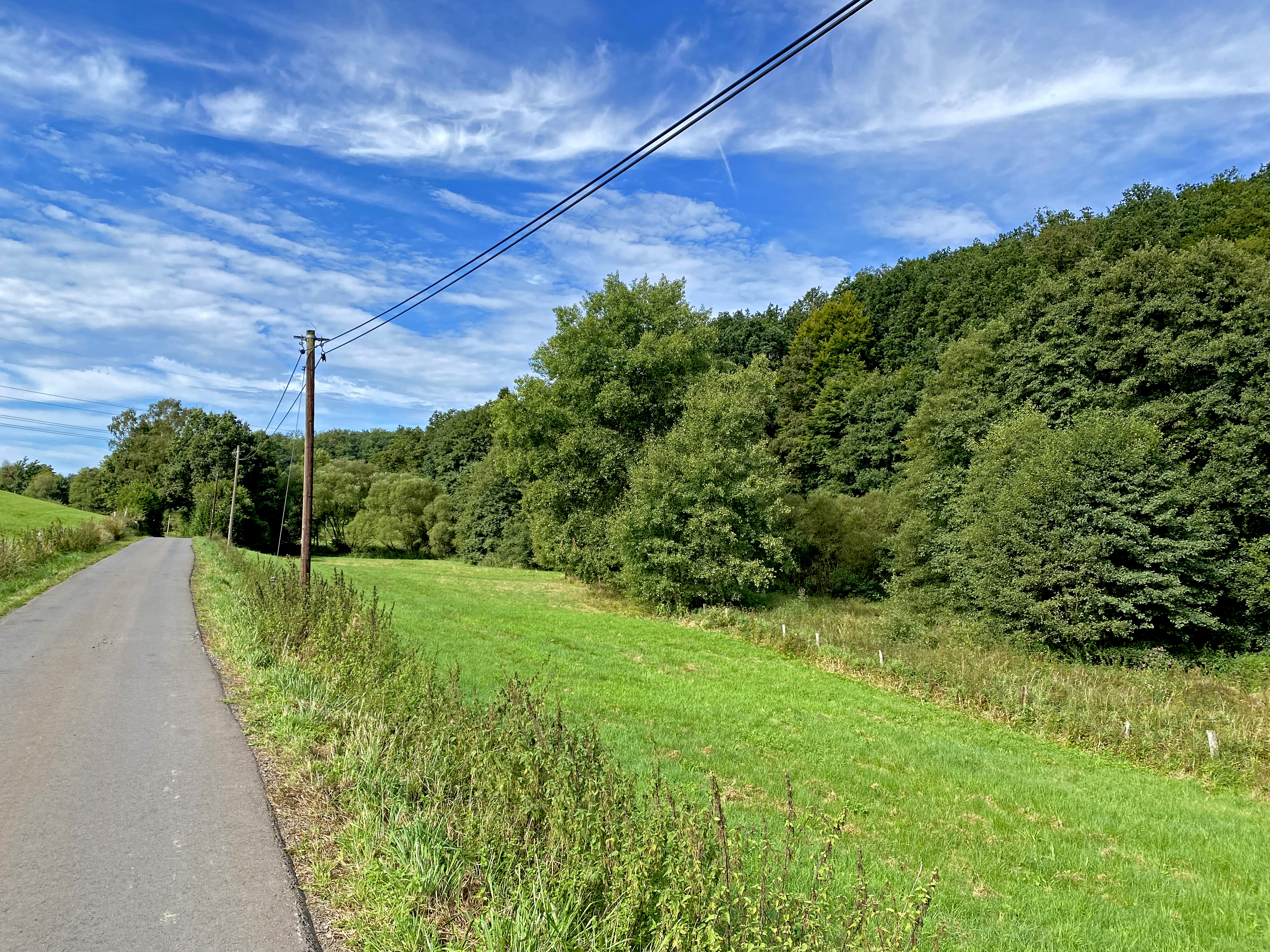
NSG östl. Lammecke / Westl. Halzenbach
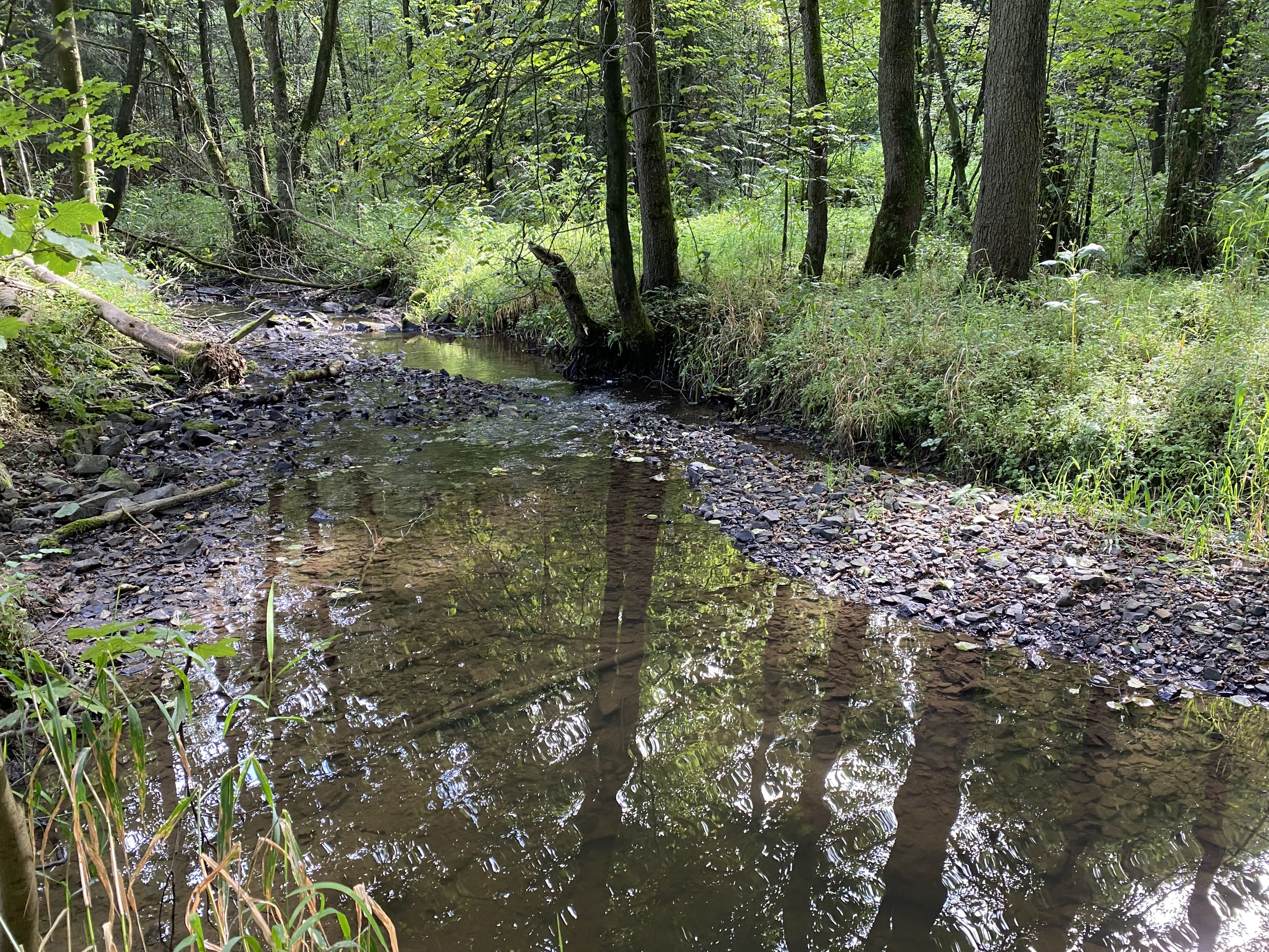
Kierspe im Auwald nordöstlich Berkermühle
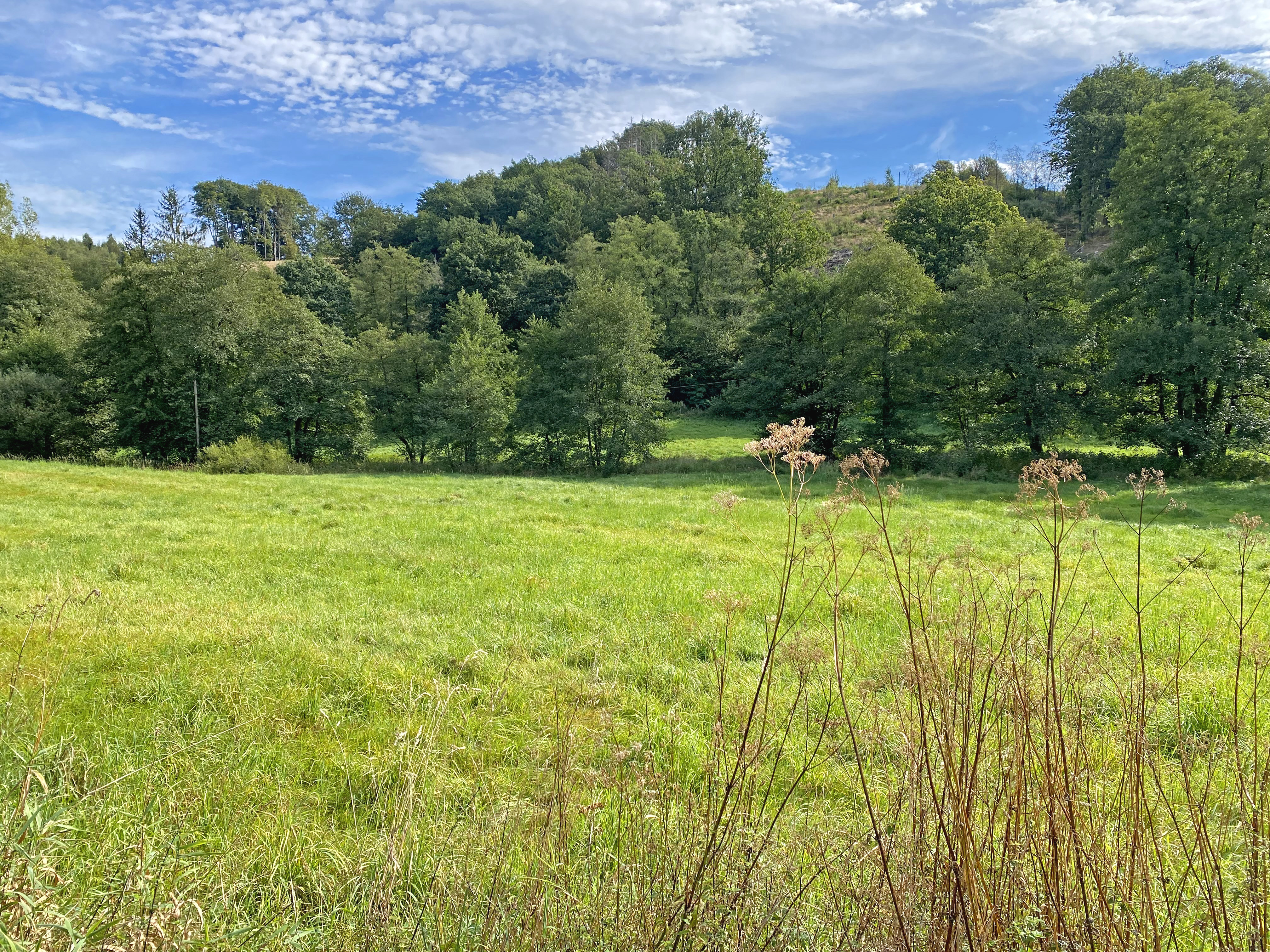
Kierspetal westlich Loh
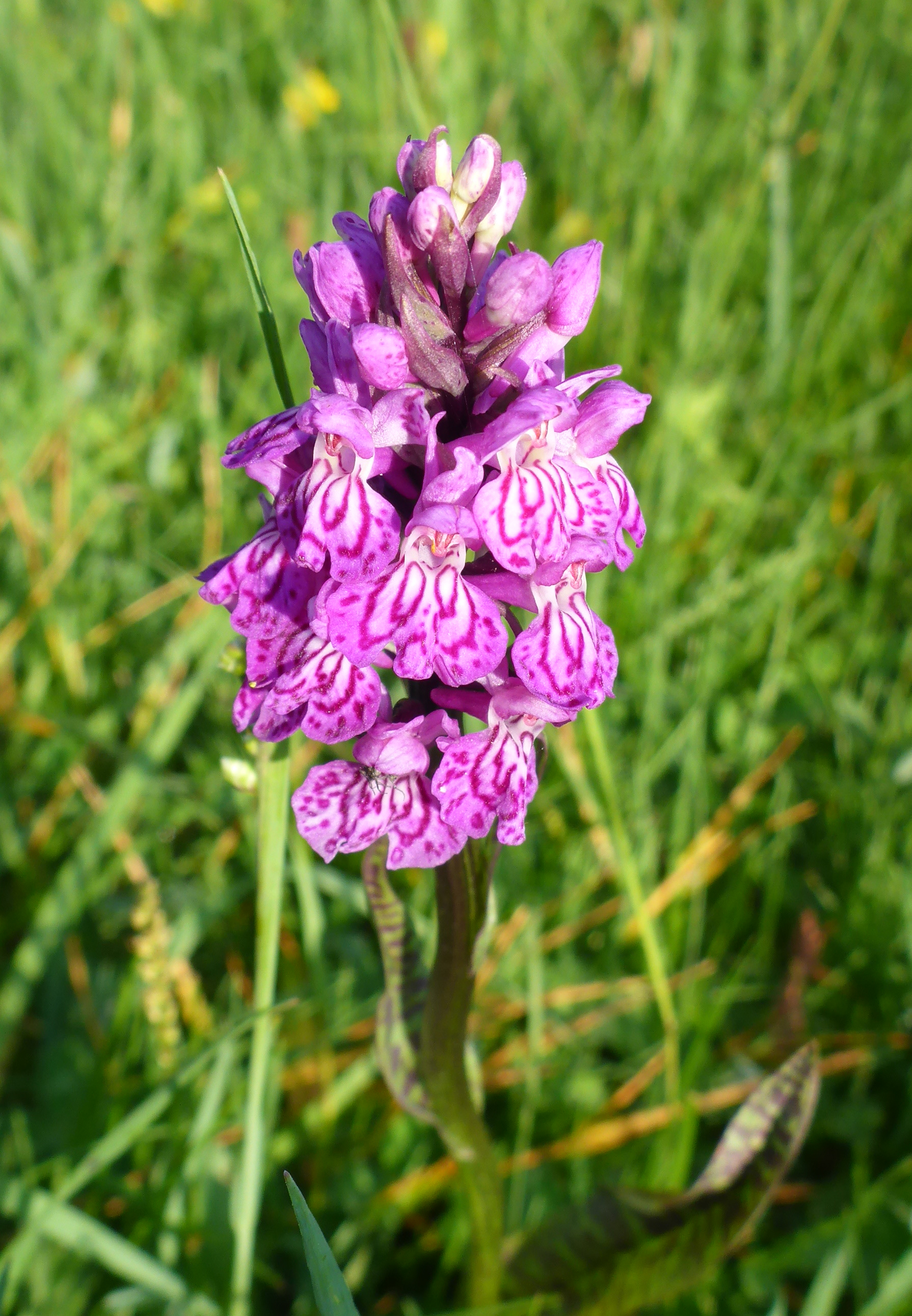
Geflecktes Knabenkraut
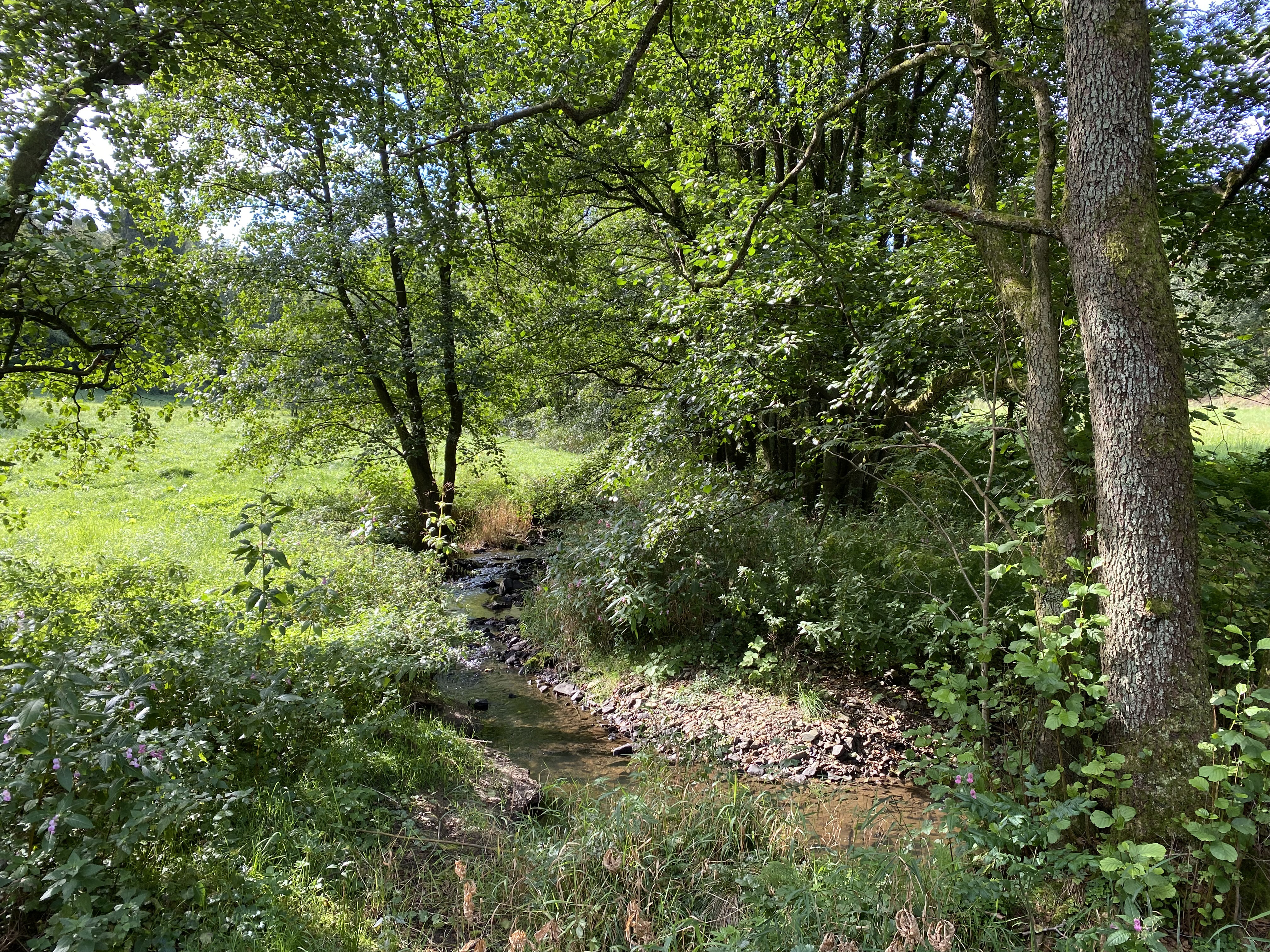
Kierspe am Loherhammer
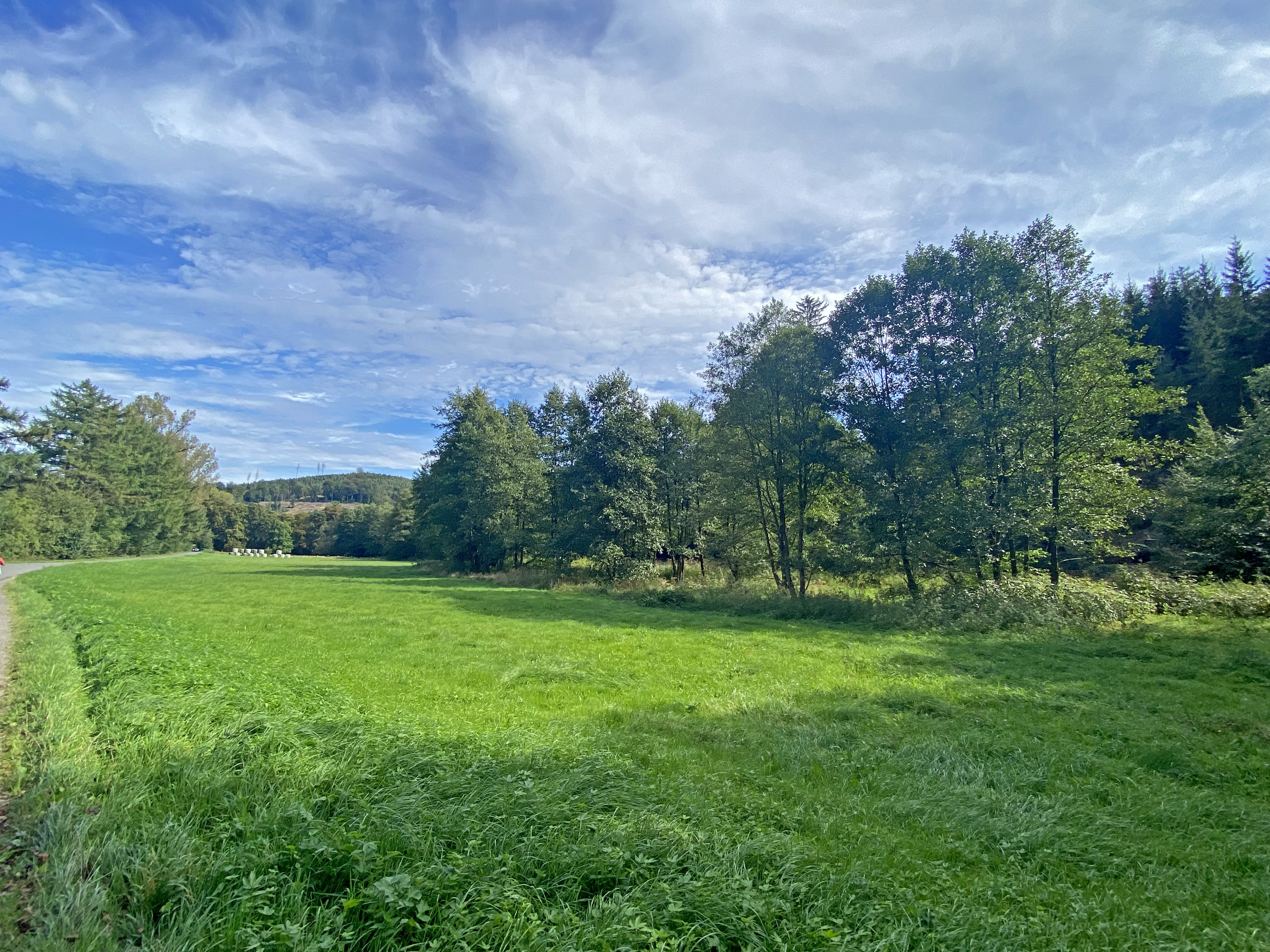
Kierspetal südl. Haus Rhade